# نینا سایلو
نینا سایلو (۲۶ ژوئیه ۱۹۰۶–۱۵ نوامبر ۱۹۹۸) مجسمه‌ساز اهل فنلاند بود.

## پیشینه
نینا در ویبورگ، هلسینکی و لندن تحصیل کرد. در سال ۱۹۳۲ او شاگرد خصوصی مجسمه‌ساز آلپو سایلو شد که بعداً با او ازدواج کرد. آنها با هم در منطقه تاریخی میان روسیه و فنلاند به نام کارلیا به دنبال شاعران شفاهی می‌گشتند و آنها را به تصویر می‌کشیدند.
هنر سایلو در پارک‌ها و گورستان‌های تورنیو، هلسینکی و لاپن‌رانتا به نمایش عمومی گذاشته شد.